# Gymnastique aux Jeux olympiques d'été de 1896 - Barres parallèles par équipes
Pour un article plus général, voir Gymnastique aux Jeux olympiques de 1896.
Cette page présente les résultats du concours des barres parallèles par équipe de gymnastique artistique des Jeux olympiques de 1896 organisés à Athènes (Grèce).

## Résultats

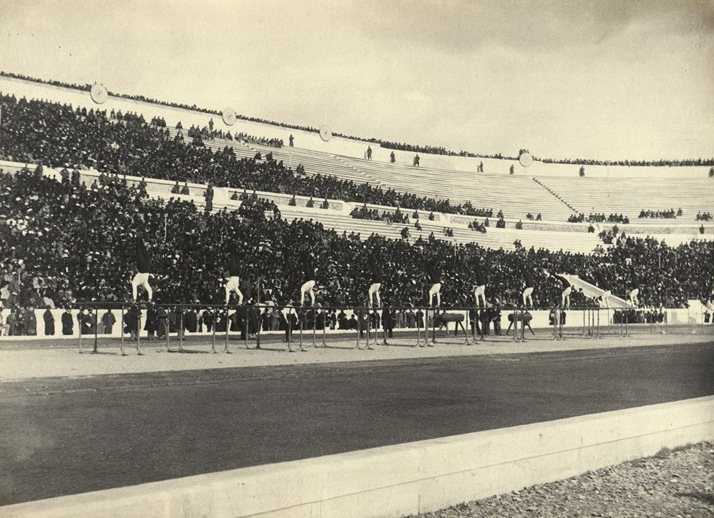
Photo prise durant les Jeux olympiques de 1896.

| Rang | Équipe                                | Team leader             | Gymnastes |
| ---- | ------------------------------------- | ----------------------- | --- |
| 1    | Allemagne                             | Fritz Hofmann           | Conrad Böcker , Alfred Flatow, Gustav Flatow, Georg Hilmar Fritz Manteuffel, Karl Neukirch, Richard Röstel, Gustav Schuft Carl Schuhmann, Hermann Weingärtner |
| 2    | Grèce - Panellínios Athènes           | Sotírios Athanasópoulos | Nikólaos Andriakópoulos, Pétros Persákis, Thomás Xenákis, 29 autres, noms inconnus                                                                            |
| 3    | Grèce - Ethnikos Gymnastikos Syllogos | Ioánnis Chrysáfis       | Ioánnis Mitrópoulos, Dimítrios Loúndras, Fílippos Karvelás, 15 autres, noms inconnus                                                                          |